# Jugolira
Za područja pod upravom Jugoslavenske armije, a koja su još uvijek formalno pripadala Italiji (Zona B Slobodnog teritorija Trsta), Gospodarska banka za Istru, Rijeku i Slovensko primorje je u listopadu 1945. tiskala poseban okupacijski novac s vrijednošću izraženom u lirama. Deset jugolira je vrijedilo jedan jugoslavenski dinar.
Ta se emisija službeno nazvala „B” lire, ali u narodu su nazivane lire Titine (Titove lire), lire barchette (lire s barkama) ili jednostavno jugolire (jugoslavenske lire).
Novčanice su tiskane u Ljubljani i Zagrebu, u devet apoena od 1 do 1000 lira, a povučene su iz optjecaja u rujnu 1947. kada su zamijenjene novčanicama jugoslavenskog dinara

## Vanjske poveznice
- Lire »B«, papirni novac u emisiji Gospodarske banke za Rijeku, Istru i Slovensko primorje u Rijeci, iz godine 1945.—1947.  Arhivirana inačica izvorne stranice od 21. studenoga 2013. (Wayback Machine)